# Gerhard Klopfer

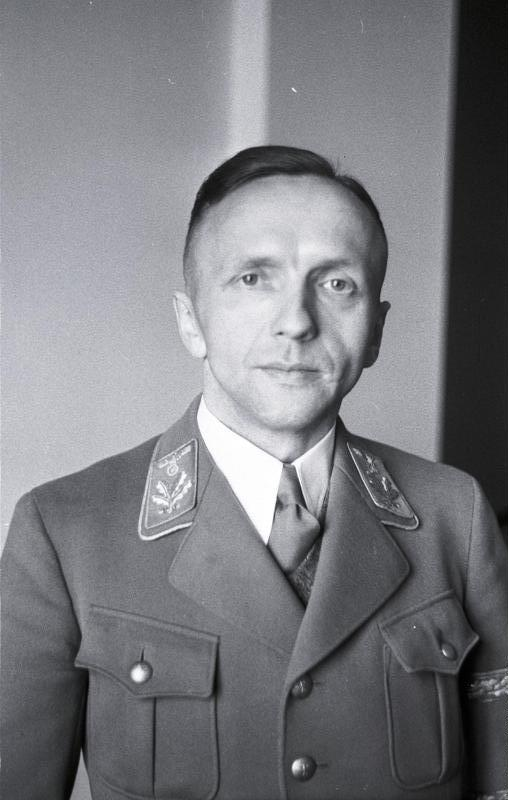
Klopfer in divisa di Befehlsleiter della NSDAP nel 1942

Gerhard Klopfer (Schreibersdorf, 18 febbraio 1905 – Ulma, 29 gennaio 1987) è stato un poliziotto tedesco figura di spicco del NSDAP, assistente di Martin Bormann nella cancelleria del partito (Parteikanzlei).

## Biografia
Nato in Polonia, nella provincia della Slesia, studiò legge ed economia e nel 1931 divenne giudice a Düsseldorf. Quando il partito nazista prese il potere nel 1933, si iscrisse al NSDAP nelle file delle SA, per poi passare alla Gestapo l'anno successivo. Nel 1935 divenne un membro dello staff di Rudolf Hess e fece parte delle SS con il grado di Oberführer. Nel 1938 divenne responsabile dei problemi riguardanti il possesso dei beni nei matrimoni misti tra ebrei e non ebrei tedeschi.
Come segretario di stato della Cancelleria, Klopfer rappresentò Bormann, che ne era il capo, alla Conferenza di Wannsee del 20 gennaio 1942 in cui vennero messi a punto i dettagli della Soluzione finale della questione ebraica, politica che portò all'Olocausto. Insieme a Helmuth Friedrichs, Klopfer era il burocrate di grado più elevato nella cancelleria subito dietro Bormann. Questa posizione gli diede un notevole potere all'interno del partito nazista, dal momento che spesso Bormann delegava a loro la presenza a riunioni. In questa posizione fu anche responsabile della firma del richiamo alle armi nella Volkssturm delle persone tra i 16 ed i 60 anni, negli ultimi momenti della guerra.
Quando l'Armata Rossa assediò Berlino, Klopfer lasciò la città in aereo, ma fu catturato; accusato di crimini di guerra, fu rilasciato in mancanza di prove.
Nel 1952 si impiegò nell'ufficio delle tasse a Ulma e nel 1956 fu riammesso alla professione di avvocato.
Morì nel 1987 e fu l'ultimo sopravvissuto alla Conferenza di Wannsee.